# Komik
Kómik (žensko kómičarka) ali komedijánt je oseba, ki poskuša zabavati občinstvo tako, da ga spravlja v smeh. Pri tem lahko uporablja šale ali zabavne situacije, se poskuša osmešiti ali pa za namen komičnosti uporablja posebne rekvizite. Komik, ki neposredno nagovarja občinstvo, se imenuje stand-up komik.
SSKJ pravi, da je komik oseba, ki poklicno zabava gledalce, zlasti z mimiko in govorjenjem, komedijant pa igralec, ki igra komične vloge.

Priljubljeni rek, ki se ga pogosto pripisuje Edu Wynnu, poskuša razlikovati med obema izrazoma:
»Komik govori smešne stvari; komedijant pa govori stvari smešno.«